# 1990년 런던 영화 비평가 협회상
제11회 런던 영화 비평가 협회상의 시상식에 관한 내용이다.

## 수상 및 후보

### 작품상
- 범죄와 비행

### 외국어영화상
- 시네마 천국

### 감독상
- 범죄와 비행 - 우디 앨런 수상

### 작가상
- 범죄와 비행 - 우디 앨런 수상

### 남우주연상
- 시네마 천국 - 필립 느와레 수상

### 특별상
- 시몬 렐프 수상